# باشگاه فوتبال تی‌اس‌سی
باشگاه فوتبال تی‌اس‌سی (سیریلیک صربی: Фудбалски клуб ТСЦ) یک باشگاه فوتبال صربستانی مستقر در باکا توپولا است که در حال حاضر در سوپر لیگ فوتبال صربستان، بالاترین سطح لیگ فوتبال در این کشور، به رقابت می‌پردازد.

## تغییرات نام
- ۱۹۱۳–۱۹۳۰: باشگاه ورزشی توپولایی
- ۱۹۳۰–۱۹۴۲: جی‌ای‌کی باکا توپولا
- ۱۹۴۲–۱۹۴۵: توپولایی اس‌ئی
- ۱۹۴۵–۱۹۵۱: باشگاه فوتبال اگیسگ
- ۱۹۵۱–۱۹۷۴: باشگاه فوتبال توپولا
- ۱۹۷۴–۲۰۰۳: باشگاه فوتبال ای‌آی‌کی باکا توپولا
- ۲۰۰۵–۲۰۱۳: باشگاه فوتبال باکا توپولا
- ۲۰۱۳–تاکنون: باشگاه فوتبال تی‌اس‌سی